# FN SCAR
O FN SCAR (em inglês: Fabrique Nationale Special Operations Forces Combat Assault Rifle) é um fuzil de autocarregamento a gás (pistão de gás de curso curto) com um ferrolho rotativo.

## Visão geral
O FN SCAR  é construído para ser extremamente modular, incluindo mudança de cano para alternar entre calibres. O fuzil foi desenvolvido pela fabricante belga FN Herstal (FNH) para o Comando de Operações Especiais dos Estados Unidos (SOCOM) para satisfazer os requisitos da competição SCAR. Esta família de fuzis consistem em dois tipos principais. O SCAR-L, para "light" (leve), está embutido em cartucho 5,56×45mm NATO e o SCAR-H, para "heavy" (pesado), está embutido em 7,62×51mm NATO. Ambos estão disponíveis nas variantes Close Quarters Combat (CQC), Standard (STD) e Long Barrel (LB).

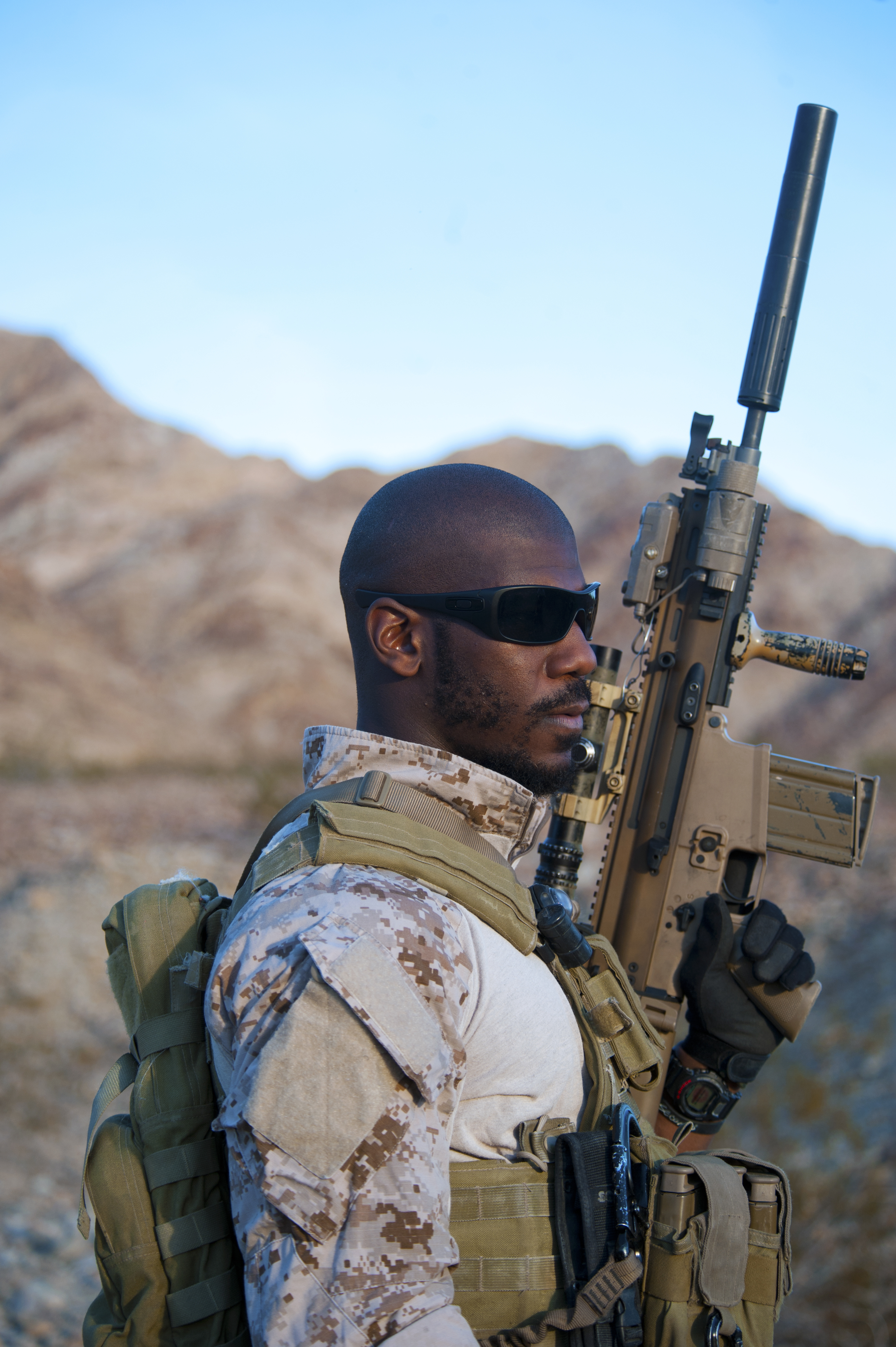
Um militar americano com uma SCAR-H com um silenciador.

No início de 2004, o Comando de Operações Especiais dos Estados Unidos (USSOCOM) emitiu uma solicitação para uma família de Forças de Operações Especiais de Fuzis de Combate Assalto, o chamado SCAR, projetado em torno de dois calibres diferentes, mas com alta semelhança de peças e ergonomia idêntica. O sistema FN SCAR concluiu os testes de produção inicial de baixa taxa em junho de 2007. Após alguns atrasos, os primeiros fuzis começaram a ser emitidos para unidades operacionais em abril de 2009 e um batalhão do US 75th Ranger Regiment foi a primeira grande unidade implantada em combate com 600 dos fuzis em 2009. O Comando de Operações Especiais dos Estados Unidos cancelou mais tarde a compra do SCAR-L e planejou remover o fuzil de seu inventário até 2013. No entanto, eles continuarão a comprar a versão SCAR-H e também planejam comprar kits de conversão de 5,56 mm para o SCAR-H, permitindo que ele substitua o SCAR-L.
A partir do início de 2015, o FN SCAR está em serviço em mais de 20 países.

## Variantes

### Variantes militares
- SCAR-L – fuzil de assalto 5,56×45mm NATO
  - SCAR-L CQC (Close Quarters Combat) – Cano de 250 mm (10 pol.)
  - SCAR-L STD (Padrão) – Cano de 360 mm (14 pol.)
  - SCAR-L LB (Cano Longo) – Cano de 460 mm (18 pol.)

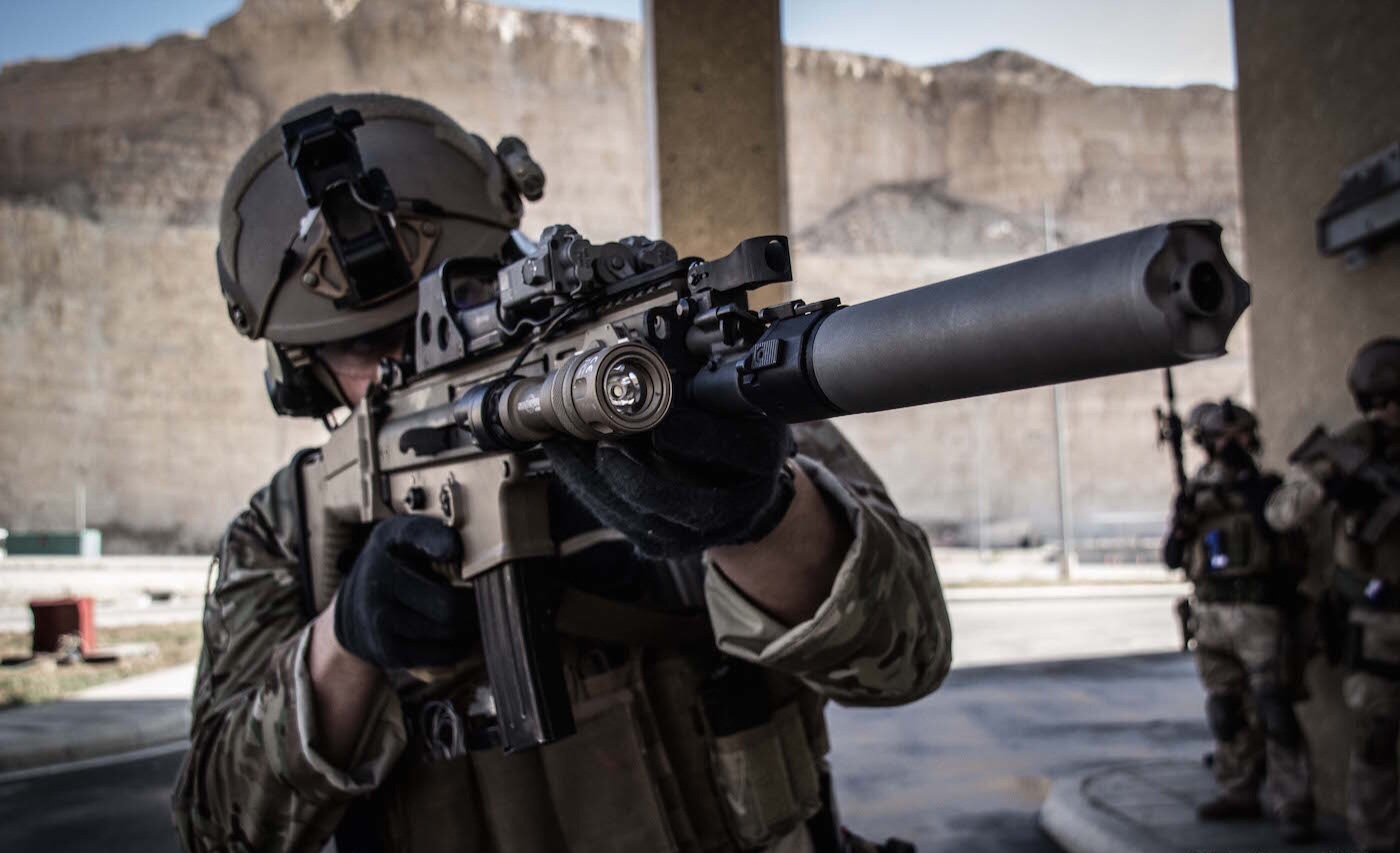
Soldado SFG belga armado com o SCAR-L com um supressor.

- SCAR PDW – Variante de arma de defesa pessoal 5,56×45mm NATO com um comprimento de cano de 170 mm (6,5 pol.)
- SCAR-SC-  Carabina subcompacta 5,56×45mm NATO. Pesa 3,1 kg , tem um cano de 7,5 polegadas e tem um punho de pistola sem descanso de dedo. Possui um alcance efetivo menor de 200 m. Uma versão de 300 blackout que também será lançada. Estará disponível até meados de 2018.[14]

- SCAR-H – fuzil de batalha 7,62×51mm NATO
  - SCAR-H CQC (Close Quarters Combat) – Cano de 330 mm (13 pol.)
  - SCAR-H STD (Padrão) – Cano de 410 mm (16 pol.)
  - SCAR-H LB (Cano Longo) – Cano de 510 mm (20 pol.)
  - Sniper Support Rifle (SSR) – designated marksman rifle 7,62×51mm NATO

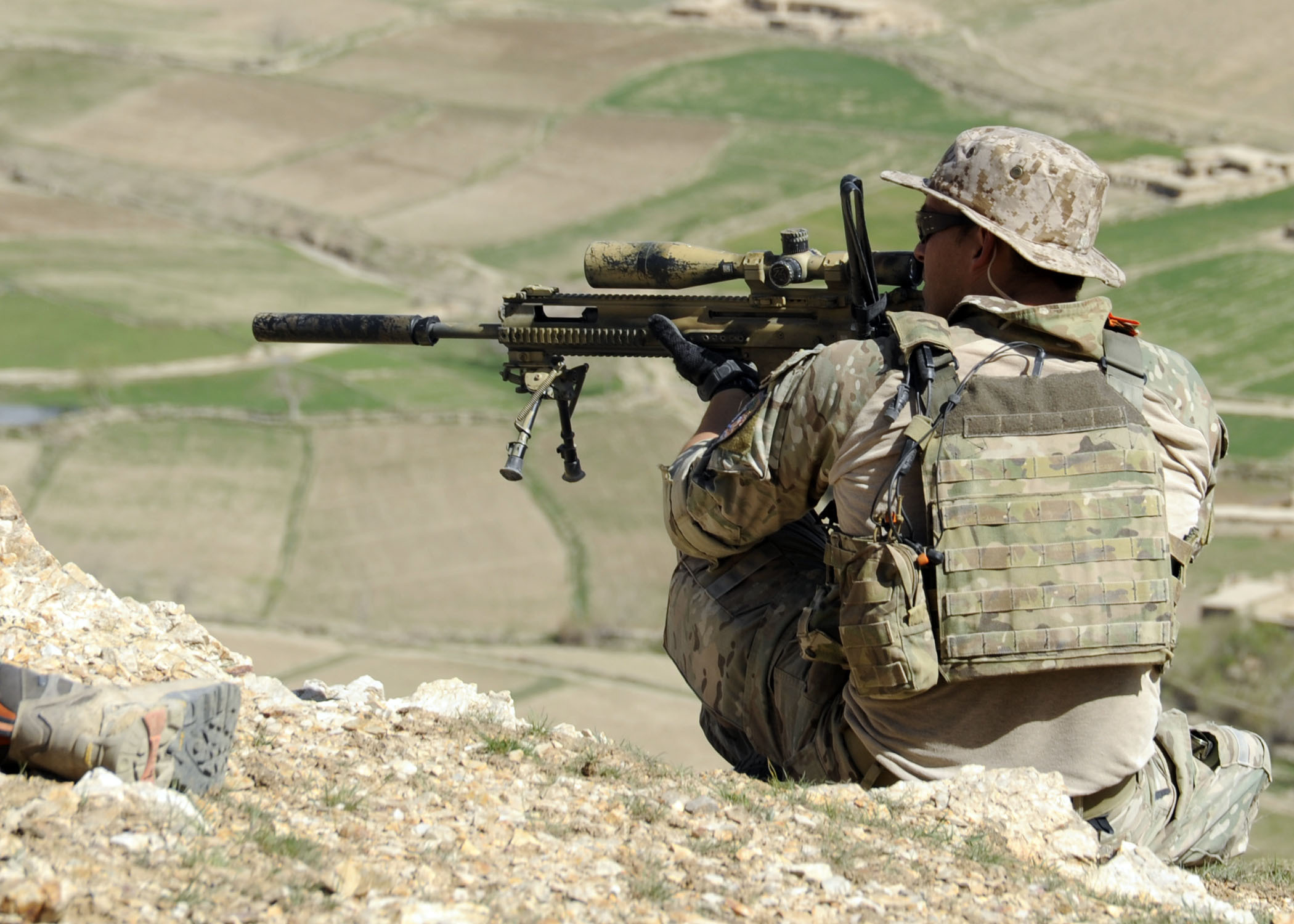
Soldado dos EUA SOF com o Mk 20 Sniper Support Rifle (SSR).

- - Rifles de precisão(7,62×51mm NATO)[15]
    - FN SCAR-H PR (Fuzil de precisão) - Cano de 510 mm (20 pol.), gatilho de partida de dois estágios, coronha rebatível e punho de pistola M16A2.
    - FN SCAR-H TPR (Fuzil de precisão tática) - Cano de 510 mm (20 pol.), gatilho de combinação de dois estágios, coronha fixa ajustável e punho de pistola M16A2.

#### Protótipos
- HAMR (Heat Adaptive Modular Rifle) – Fuzil automático entrou na competição Fuzil Automático de Infantaria do Corpo de Fuzileiros Navais dos Estados Unidos. Eventualmente, foi superado pelo M27 Infantry Automatic Rifle, uma variante Heckler & Koch HK416.
- FNAC (FN Advanced Carbine) – Fuzil de assalto 5,56 mm NATO mm entrou na competição de Carabina Individual do Exército dos EUA. A competição foi cancelada antes de uma arma vencedora ser escolhida.

### Variantes civis
- SCAR 16S – Versão civil 5,56×45mm NATO semiautomática. Oferecido em tons de cor escura ou marrom escuro (marrom).
- SCAR 17S – Versão civil 7,62×51mm NATO semiautomática. Oferecido em tons de preto fosco ou cor de terra escura.